# Drapeau du Dakota du Sud
 (juin 2023).
Si vous disposez d'ouvrages ou d'articles de référence ou si vous connaissez des sites web de qualité traitant du thème abordé ici, merci de compléter l'article en donnant les références utiles à sa vérifiabilité et en les liant à la section « Notes et références ».
Le drapeau du Dakota du Sud (en anglais : Flag of South Dakota) est le drapeau officiel de l'État américain du Dakota du Sud. Il représente, sur fond bleu azur, le sceau de l'État entouré de triangles d'or figurant les rayons du soleil. Autour est écrit en lettres dorées le nom de l'État, « South Dakota » (au-dessus du sceau) et son surnom, « The Mount Rushmore State » (en dessous du sceau), du nom du mont Rushmore. Jusqu'en 1992, le surnom de l'État est « The Sunshine State » — cette expression apparaît jusqu'alors donc sous le sceau.
D'après un sondage mené par l'Association nord-américaine de vexillologie en 2001, le drapeau du Dakota du Sud est parmi les plus pauvres des drapeaux d'États américains et canadiens dans sa qualité de conception.
Le serment officiel du Dakota du Sud est : « Je promets loyauté et soutien à l'État Dakota du Sud et à son drapeau, terre de soleil, terre de variété infinie ». Ce serment ne remplace pas la promesse de fidélité faite au drapeau des États-Unis.

## Histoire
Le drapeau original du Dakota se composait originellement d'un soleil d'or entouré par les mentions « South Dakota » et « The Sunshine State », sur fond azur.

Drapeau original du Dakota du Sud, de 1909 à 1963.
Drapeau du Dakota du Sud de 1963 à 1992.